# Siegfried Einstein
Siegfried Josef Einstein (* 30. November 1919 in Laupheim; † 25. April 1983 in Mannheim) war ein deutscher Dichter, Lyriker, Schriftsteller und Essayist. Außerdem war er als Redner, Dokumentator und Journalist tätig.

## Leben
Siegfried Einstein wurde im November 1919 in eine seit der zweiten Hälfte des 18. Jahrhunderts im oberschwäbischen Laupheim ansässige jüdische Familie geboren. Sein Vater Max Einstein (1878–1944) war zusammen mit seinem Bruder Ludwig (1881–1945) Besitzer des größten Warenhauses am Ort (Kaufhaus Einstein). Seine Mutter Fanny Einstein (geborene Marx, 1892–1964) war eine Bankierstochter aus München. Siegfried hatte eine ältere Schwester, Klara (Clärle) (1913–1933), und einen jüngeren Bruder, Rudolf (1921–2002). Bereits als Kind schrieb Siegfried Verse und Gedichte und wurde darin von seiner Familie bestärkt.
Am 1. April 1933 wurde von den Nationalsozialisten ein deutschlandweiter Boykott aller jüdischen Geschäfte, Warenhäuser, Banken, Arzt-, Rechtsanwalts- und Notarspraxen (Judenboykott) durchgeführt. Auch das Warenhaus Einstein war eines der jüdischen Geschäfte in Laupheim, die von dieser Maßnahme betroffen waren und vor denen die örtliche SA aufzog.
Während eines Wanderurlaubs in den Bergen im August 1933 wurde Einsteins sechs Jahre ältere Schwester Clärle vor seinen Augen vom Blitz erschlagen. Für den Rest seines Lebens bewahrte Einstein die eiserne Spitze ihres Bergstocks als Andenken auf.
Nachdem er 1934 bei antisemitischen Ausschreitungen über den Schulhof gejagt und mit Steinen beworfen worden war, wurde Einstein noch im selben Jahr auf das Internat auf dem Rosenberg in St. Gallen geschickt. Zwei Jahre später brachte sein Vater auch seinen Bruder in die Schweiz, da für jüdische Schüler die weitere Schulausbildung in der Laupheimer Lateinschule nicht mehr möglich war.

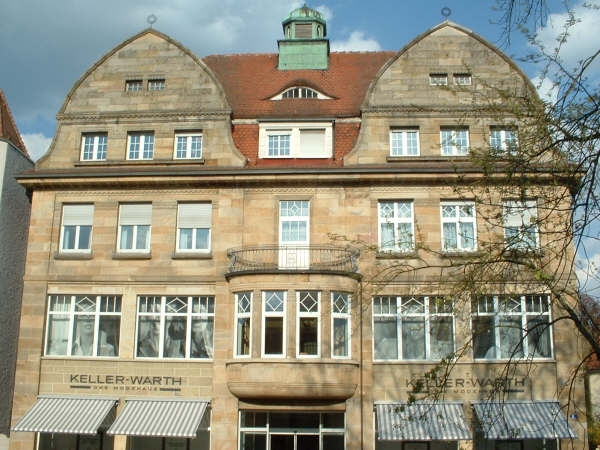
Ehemaliges Warenhaus D.M. Einstein in Laupheim

Während der Novemberpogrome 1938 wurde Einsteins Vater verhaftet und in das Konzentrationslager Dachau eingeliefert. Nach seiner Verhaftung wurde das Warenhaus D.M. Einstein in Laupheim im Zuge der Verordnung zur Ausschaltung der Juden aus dem deutschen Wirtschaftsleben vom 12. November 1938 zwangsarisiert. Einsteins Vater wurde schließlich als geistig und körperlich gebrochener Mann aus dem Konzentrationslager entlassen. 1940 gelang es Einsteins Eltern, völlig mittellos in die Schweiz zu emigrieren. Sie lebten bis zu ihrem Lebensende in St. Gallen.
Als emigrierte Juden verloren alle Angehörigen der Familie Einstein nach der 1941 beschlossenen 11. Verordnung zum Reichsbürgergesetz die deutsche Staatsangehörigkeit. Zwischen 1941 und 1945 wurde Siegfried Einstein als staatenloser Ausländer von der Schweizer Regierung in Arbeitslagern interniert und beim Straßenbau und der Urbarmachung von Sumpfgebieten eingesetzt. Während dieser Zeit nahm er Verbindung mit der deutschen Widerstandsbewegung auf und lernte die deutsche Exilliteratur kennen. Nach seiner Freilassung 1945 erschienen seine ersten Werke.
Sein einziger Sohn Daniel wurde 1947 außerehelich geboren. Ihm widmete er eines seiner bekanntesten Gedichte Schlaflied für Daniel.
Deutschland besuchte Einstein seit seiner Flucht erst wieder ab 1949 und bekam in Laupheim einen deutschen Pass, so dass er nicht mehr staatenlos war. Im Zuge dieses Deutschlandbesuchs begegnete er 1949 auch dem Schriftsteller Erich Kästner.
Von 1950 bis 1952 war er Leiter des Pflug Verlags in Thal in der Nähe von St. Gallen.
1953 kehrte Einstein nach Deutschland zurück und folgte damit einer Einladung von den Mannheimer Autoren Egbert Hoehl, Arno Reinfrank, Herbert Ernst Schulz. Da im zerbombten Mannheim der Wohnraum knapp war, ließ er sich in der hessischen Stadt Lampertheim nieder. Mehrere Jahre lang kam es in Lampertheim zu fortwährender antisemitischer Hetze gegen ihn, mit nächtlichen Klingelstreichen und Zusammenrottungen vor seinem Haus, begleitet von Rufen „Jud, komm runter“ oder „stinkiger Jud'“. 1959 zog Einstein nach Mannheim zu seiner Lebensgefährtin Ilona „Ilonka“ Sand, die er 1967 heiratete. Aus dieser Ehe ging 1971 eine Tochter namens Claire-Caroline hervor. Die Ehe wurde 1975 geschieden.
1956 wurde ihm von der Deutschen Thomas-Mann-Gesellschaft der Thomas Mann-Förderpreis verliehen. Im selben Jahr hielt er die Gedenkrede zu Heinrich Heines 100. Todestag auf dem Friedhof Montmartre in Paris. Die Gedenkrede wurde anschließend in Les Lettres Francaises veröffentlicht.
Zwischen 1957 und 1967 war er Mitarbeiter verschiedener sozialistischer und satirischer Zeitungen und Zeitschriften, unter anderen der Anderen Zeitung, des Deutschen Michels und des Simplicissimus. Außerdem verfasste er regelmäßig Beiträge für verschiedene Radiosender.

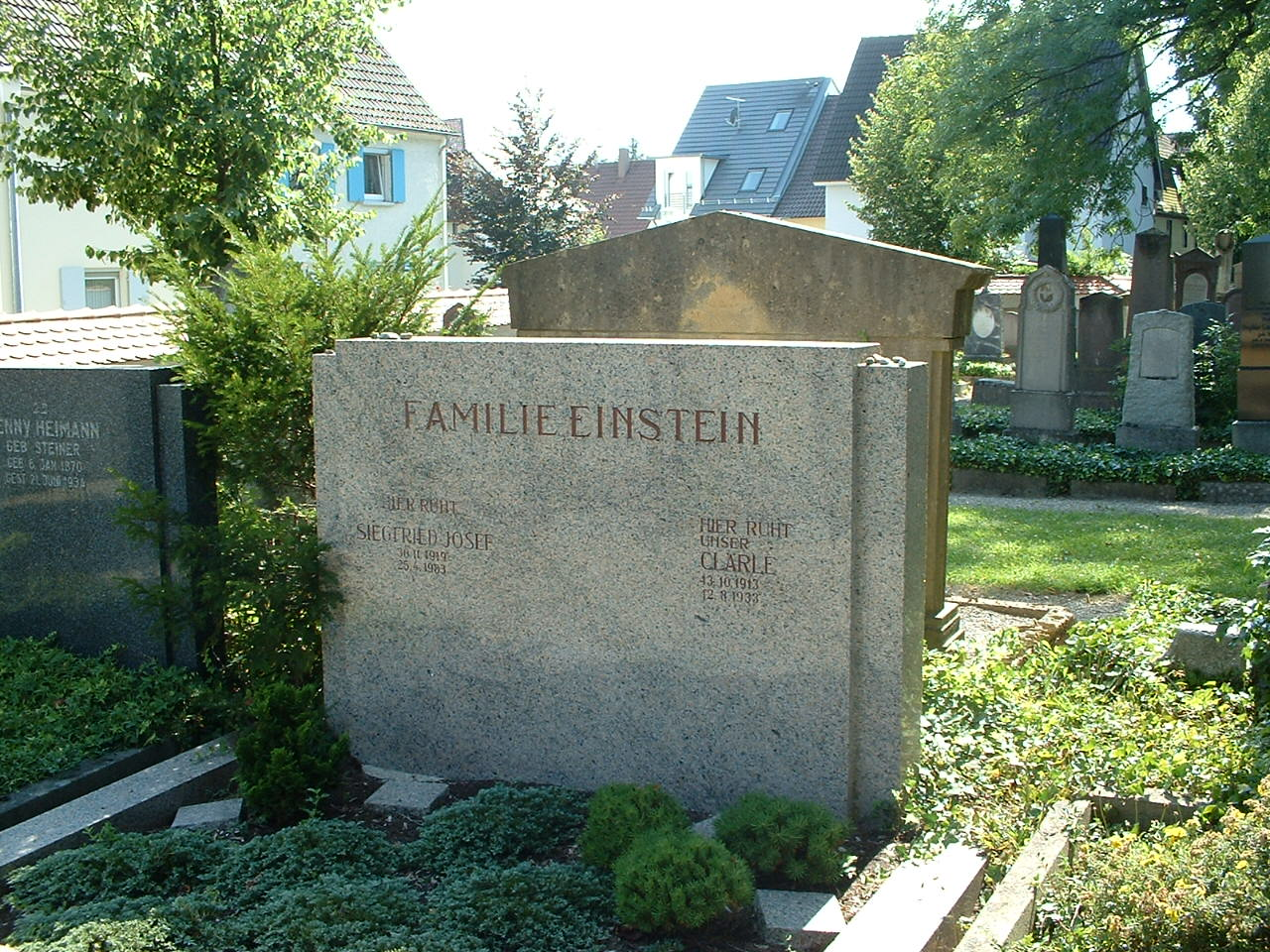
Grab Siegfried Einsteins in Laupheim

Unter dem Eindruck des Eichmann-Prozesses 1961 in Jerusalem veröffentlichte er die Dokumentation Eichmann. Chefbuchhalter des Todes, die sich mit den Schuldigen des Nationalsozialismus, deren Rolle im Nachkriegsdeutschland und erneuten antisemitischen Tendenzen in der bundesdeutschen Gesellschaft beschäftigte.
1962 reiste er nach Moskau und traf in der Sowjetunion mit Ilja Ehrenburg, Konstantin Fedin, Jean-Paul Sartre, Pablo Neruda, Jewgenija Ginsburg und Lew Kopelew zusammen. Die Eindrücke dieser Reise verarbeitete er in Unvergessliche Tage in Leningrad – Taschkent und Samarkand. Ab 1954 arbeitete er als Dozent für Literatur an der Abendakademie in Mannheim. Außerdem gab er Lesungen im In- und Ausland. Seine Gedichte wurden in mehreren Anthologien veröffentlicht.
1975 erlitt Einstein einen ersten Herzinfarkt. Dies veränderte auch seine Lyrik, und die Todesangst kam zu den dort angesprochenen Themen hinzu. Nach seinem zweiten Herzinfarkt 1978 wurde er erwerbsunfähig, blieb aber weiterhin literarisch aktiv. Siegfried Einstein starb am 25. April 1983 im Alter von 63 Jahren in Mannheim an seinem dritten Herzinfarkt und wurde auf dem jüdischen Friedhof in Laupheim im Grab seiner Schwester Clärle beerdigt.

## Auszeichnungen und Ehrungen
- 1954: Bertelsmann-Stipendium
- 1956: Thomas Mann-Förderpreis
- 1964: Tucholsky-Preis der Stadt Kiel

Seit Januar 2020 gibt es in Mannheim am Haus in der Richard-Wagner-Straße 79, in welchem er von 1959 bis 1983 gelebt hat, eine Gedenktafel für ihn. Ebenfalls im Januar 2020 wurde in seinem Geburtsort Laupheim am Gebäude Kapellenstraße 6 eine Gedenktafel für das ehemalige Kaufhaus Einstein und für ihn angebracht.
Das Museum zur Geschichte von Christen und Juden in Laupheim zeigte im selben Jahr die Sonderausstellung Siegfried Einstein: ‚Fremdling blieb ich’.

## Werke
zu Lebzeiten erschienen
- Melodien in Dur und Moll. Zürich 1946 – Gedichte.
- Die Frau eines Andern oder Der Mann unter dem Bett. 1947 – Übersetzung von Fjodor Dostojewskis Cuzaja zena i muz pod krovat'ju.
- Sirda. Novelle. Zürich 1948.
- Das Schilfbuch. Thal SG 1949.
- Thomas und Angelina. Erzählung. Thal SG 1949.
- Das Wolkenschiff. Gedichte. Zürich 1950.
- Legenden. Thal SG 1951.
- Lyrik und Prosa junger Mannheimer Autoren (zusammen mit Egbert Hoehl, Arno Reinfrank, Herbert Ernst Schulz), Mannheim (Privatdruck der Stadt), 1956.
- Eichmann: Chefbuchhalter des Todes. Dokumentation. Frankfurt am Main 1961.
- Die Geschichte vom Goldfisch. Rütten & Loening, Hamburg 1961 (Übersetzung aus dem Französischen von Roger Mauges Histoire d'un poisson rouge. Éditions Gautier-Languereau, Paris 1961)

posthum veröffentlicht
- Meine Liebe ist erblindet. Gedichte. Mit 15 Zeichnungen von Ilana Shenhav. Aus dem Nachlaß hrsg. v. Ilonka Einstein, Gisela Kerntke, Ute Schmitt-Gallasch u. Eberhard Thieme. Quadrate Buchhandlung, Mannheim 1984.
- Wer wird in diesem Jahr den Schofar blasen? Essays, Gedichte, Aufsätze und Reden. Hrsg.: Gideon Schüler, Ed. Literarischer Salon im Focus-Verlag, Giessen 1987, ISBN 978-3-88349-353-4.
- Zeit der vielen Einsamkeiten: Werke von Siegfried Einstein. Hrsg.: Esther Graf, Nelly Z. Graf, Wunderhorn, Heidelberg 2019, ISBN 978-3-88423-615-4.
- Unvergessliche Tage in Leningrad – Taschkent und Samarkand. Hrsg.: Michael Ilg, David Pfeffer, Rediroma-Verlag, Remscheid 2024, ISBN 978-3-98885-467-4.